# HD 1461 d
HD 1461 d，或稱為天倉增十九d，是一個環繞視星等6等黃矮星天倉增十九的可能存在的系外行星，位於鯨魚座，距離地球約76光年。

## 概要
目前只能得知該行星少量的參數，包含質量、軌道半長軸和公轉週期。它的質量下限與土星相當，但上限可以是四倍木星質量。它的軌道半長軸是5天文單位，但距離母恆星最遠可達到23天文單位，相當於天王星和海王星軌道之間。HD 1461 d測定的公轉週期是5000日或14年，但它的誤差範圍最大是95000日或264年。該行星可能是類木行星，於2009年12月14日由凱克天文台和英澳天文台以徑向速度法發現。